# Jan Nathan Rozendaal
Jan Nathan Rozendaal (Gouda, 31 januari 1977) is een Nederlands politicus en bestuurder. Hij is lid van de  SGP. Sinds 13 oktober 2017 is hij burgemeester van Elburg.

## Biografie
Rozendaal groeide op in Gouda en Reeuwijk, en rondde het vwo af aan het Driestar College. Vervolgens studeerde hij tussen 1995 en 2002 planologie en bestuurskunde aan de Wageningen Universiteit. Tijdens zijn studie was hij enige tijd docent aardrijkskunde bij zijn oude middelbare school. Na zijn studie werd hij in 2003 trainee en later medewerker bij de provincie Zuid-Holland. Hij vervulde er diverse functies en groeide, na een korte overstap naar het ministerie van Binnenlandse Zaken en Koninkrijksrelaties, uit tot interim-manager, trainer en projectbegeleider.
Vanaf 2006 was Rozendaal actief voor de combinatiefractie ChristenUnie-SGP in Den Haag, hij was campagneleider en lid van de schaduwfractie voor de gemeenteraad. In 2014 werd hij wethouder van bedrijfsvoering, toerisme, sociale zaken, communicatie en mobiliteit in Papendrecht namens de ChristenUnie-SGP. In 2017 gaf hij die functie op om burgemeester van Elburg te worden.
Rozendaal is gehuwd en lid van de Hervormde Gemeente Elburg (Protestantse Kerk in Nederland (PKN)).